# ناحیه المرسی
ناحیه المرسی (به عربی: دائرة المرسی) یک ناحیه در الجزایر است که در استان الشلف واقع شده‌است.